# Alikoirah (Alif Alif-atol)
Alikoirah is een van de onbewoonde eilanden van het Alif Alif-atol behorende tot de Maldiven. Het is ongeveer 200 bij 200 meter groot en in tegenstelling tot veel andere eilanden van het Alif Alif-atol begroeid met vegetatie.